# Aconitato idratasi
La aconitato idratasi (o aconitasi) è un enzima di localizzazione mitocondriale che catalizza la isomerizzazione del citrato a isocitrato nel corso del ciclo di Krebs. Essa si svolge nei due seguenti passaggi:
citrato = cis-aconitato + H2O
cis-aconitato + H2O = isocitrato
In contrasto con la maggior parte delle proteine con cluster ferro-zolfo, che funzionano come trasportatori di elettroni, il cluster presente sulla aconitasi reagisce direttamente con il substrato. L'enzima presente un cluster [Fe4S4]2+, che può essere inattivato alla forma [Fe3S4]+. Si è dimostrato che tre residui di cisteina sono ligandi del centro [Fe4S4]. Nello stato attivo, il Fe2+ non è coordinato dalle cisteine ma da molecole d'acqua.
È un enzima factotum.

## Analoghi della aconitasi
La 3-isopropilmalato deidratasi (o α-isopropilmalato isomerasi, numero EC 4.2.1.33), un enzima che catalizza il secondo passaggio della biosintesi della leucina, e la iron-responsive element binding protein (IRE-BP, dall'inglese proteina legante un elemento responsivo al ferro), sono analoghi dell'aconitasi. Gli IRE sono una famiglia di acidi nucleici da 28 nucleotidi, non codificanti, con una conformazione a gemma; essi regolano la sintesi dei gruppi eme, l'ingresso e il deposito di ferro. Essi partecipano anche al legame con i ribosomi, nonché alla degradazione del mRNA.
La IRE-BP lega gli IRE sia all'estremità 3' sia a quella 5', ma solo se è ancora come apoenzima, in assenza cioè del cluster ferro-zolfo. Si è studiata l'espressione della IRE-BP in cellule in coltura. Se la cellula è priva di ferro, la IRE-BP lavora come RNA-binding protein; se è presente ferro, essa lavora come semplice aconitasi. IRE-BP mutate, prive di tutte le cisteine necessarie alla formazione del cluster, perdono del tutto l'attività di aconitasi, ma mantengono quella di RNA-bp. Questo sembra confermare l'importanza del cluster ferro-zolfo nell'attività di aconitasi.